# Inden
Indenul este o hidrocarbură policiclică inflamabilă cu formula chimică C9H8. Este compus dintr-un inel benzenic lipit de un inel de ciclopentenă. Acest compus aromatic este lichid și incolor , deși unele mostre pot avea culoarea galben-deschisă. Utilizarea industrială cea mai importantă a indenului este pentru producerea de rășini termoplastice (împreună cu benzofuranul). 
Este asemănător ca structură cu fluorenul, acesta având în plus un nucleu benzenic. Ca și fluorenul, se poate extrage din gudroanele cărbunilor de pământ. 
Numele său provine de la prescurtarea denumirii de indonaften.